# Project Torque
『Project Torque』（プロジェクト トルク）は、ハンガリーのInvictus Gamesが開発したオンラインレースゲームで北米版の無料のLevel-R。 
2019年12月20日より正式サービス開始予定であり、Steamにて配信される。 
2019年12月19日時点ではゲーム内で使用されている言語は英語のみとなっている。
以前はAeria Gamesが運営を行っており、2010年に一旦サービスを終了していた。
2019年夏、有志によるクラウドファンディングにより復活。
今後はJogara Ltd.が運営を行う模様。  
これは部分的に課金可能なコンテンツまたはマイクロトランザクションを備えたマルチプレイヤーオンライン レーシングゲーム （MMORG）。 チューニングやカスタマイズなどのゲームプレイ要素を備えている。このゲームは、 ヨーロッパではLevel-Rと名付けられており、ゲームインターフェースとメニューが若干異なります。 ヨーロッパ、米国、ロシア、インドネシア、タイ、中国、および日本版は Invictus Gamesによって開発されており、Invictusの著作権の対象となっている。 
Level-Rは、 CRC2005に基づいて2006年に日本市場向けに開発され、世界中のLevel-Rバージョンはすべてマイナーな物理学とコンテンツの調整で同じになっている。 現在のビルドであるJuliaは2010年6月3日にリリースされていた。 
2019年8月、Level-RとProject Torqueのファンは、ゲームをオンラインに戻すために1万ドルのクラウドファンディングキャンペーンを開始した 。 この資金は、Invictus GamesからProject Torqueの出版権を獲得するための契約および法的費用を賄うことになっていて キャンペーンの目標は無事に達成され 、2019年8月下旬にファン経営企業のJogara Ltd。が出版契約に署名した。 

## ゲームモード
Project Torqueにはさまざまな車が搭載されており、その一部は実際の量産車のライセンス版であり、その他は模造品。 Simulation 、 Arcade 、 Thunder Alleyなどのさまざまなゲームモードを備えて  CTFおよびドリフトモードは、バージョン「Julia」のリリース後に削除された。 2012年3月15日現在、レベルRのサービスは停止 

### シミュレーション
シミュレーションは、レースのリアリズムを描写するために設計されたモードで 最近の更新により、このモードはアーケードとシミュレーションのメカニズムが混在するようになる。アーケードモードとの違いは、ステアリングモード、表面的および機械的損傷の許容度が低く、シミュレーションモードでのレースで得られるボーナスポイントで このモードは、最大2〜8人のプレーヤーと、3、5、または7ラップセグメントでレースできるさまざまなトラックを備えている。 

## インビクタス論争
2009年10月、Project Torqueの開発会社であるInvictusは Project Torqueの米国以外のすべてのアカウントのIP禁止を発動する    。理由は、 レベルRのヨーロッパの出版社であるgamigo AGは 、ヨーロッパのプレイヤーが北米のみのバージョンであると主張しているProject Torqueをプレイしていたため、契約違反に関する苦情を申し立てたと考えられており  Aeria Games＆Entertainment（AGE）はIPの禁止に準拠する必要があり、その結果 Project Torqueのプレイヤーベースは劇的に減少。 Project Torqueの仲間のユーザーはプロキシおよびVPNクライアントの形式でIP禁止を回避しようとして集まったが、IP禁止を回避するために使用されるツールもブロックされた。 

## レセプション
ゲームの重要なレセプションは平均的で 一部のユーザーは一部のビルドからのステアリングメカニクスの変更と、車を販売できないことについて不満を述べている。 
OnRPGのKei Benezaは「このゲームを判断するなら、このゲームは他のほとんどのレースゲームよりもはるかに優れていると思います。」  とコメント。彼は、このゲームには優れたグラフィックがあり、ローエンドのPCで実行でき、レース中の接続遅延に対する簡単な解決策があると指摘。 

## 終了
2010年7月8日に、Aeria GamesはProject Torqueの実行をサポートできなくなり、2010年8月2日にゲームが完全にシャットダウンすることを発表   。Aeriaはまた一連のイベントを開催し、過去90日間にAPを使用したプレーヤーにAP（Aeria現金通貨）を払い戻し、以前にリリースされたことのない「隠しコンテンツ」へのアクセスを許可することも述べていた。 
数か月後、HEAT Onlineのサーバーが廃止された後、ゲームのダウンロードとフォーラムは廃止された。 